# Henric Leul
Henric Leul (în germană Heinrich der Löwe) (n. 1129 – d. 6 august 1195) a fost membru al dinastiei Welfilor, Duce de Saxonia, sub numele Henric al III-lea din 1142, Duce de Bavaria, sub numele Henric al XII-lea din 1156.
A fost unul dintre cei mai puternici prinți germani ai timpului său, până când dinastia rivală Hohenstaufen a reușit să-l izoleze și în cele din urmă i-a luat ducatele de Bavaria și Saxonia în timpul domniei vărului său Frederic I și a lui Henric al VI-lea, fiul lui Frederic I.
La apogeul domniei sale, Henric a domnit peste un teritoriu care se întindea de la coasta Mării Nordului și a Mării Baltice la Alpi și de la Westfalia la Pomerania. Henric a realizat această putere în parte prin perspicacitatea lui politică și militară și în parte prin moșteniri de la cei patru bunici.
Animalul său heraldic era leul.